# Villa romana

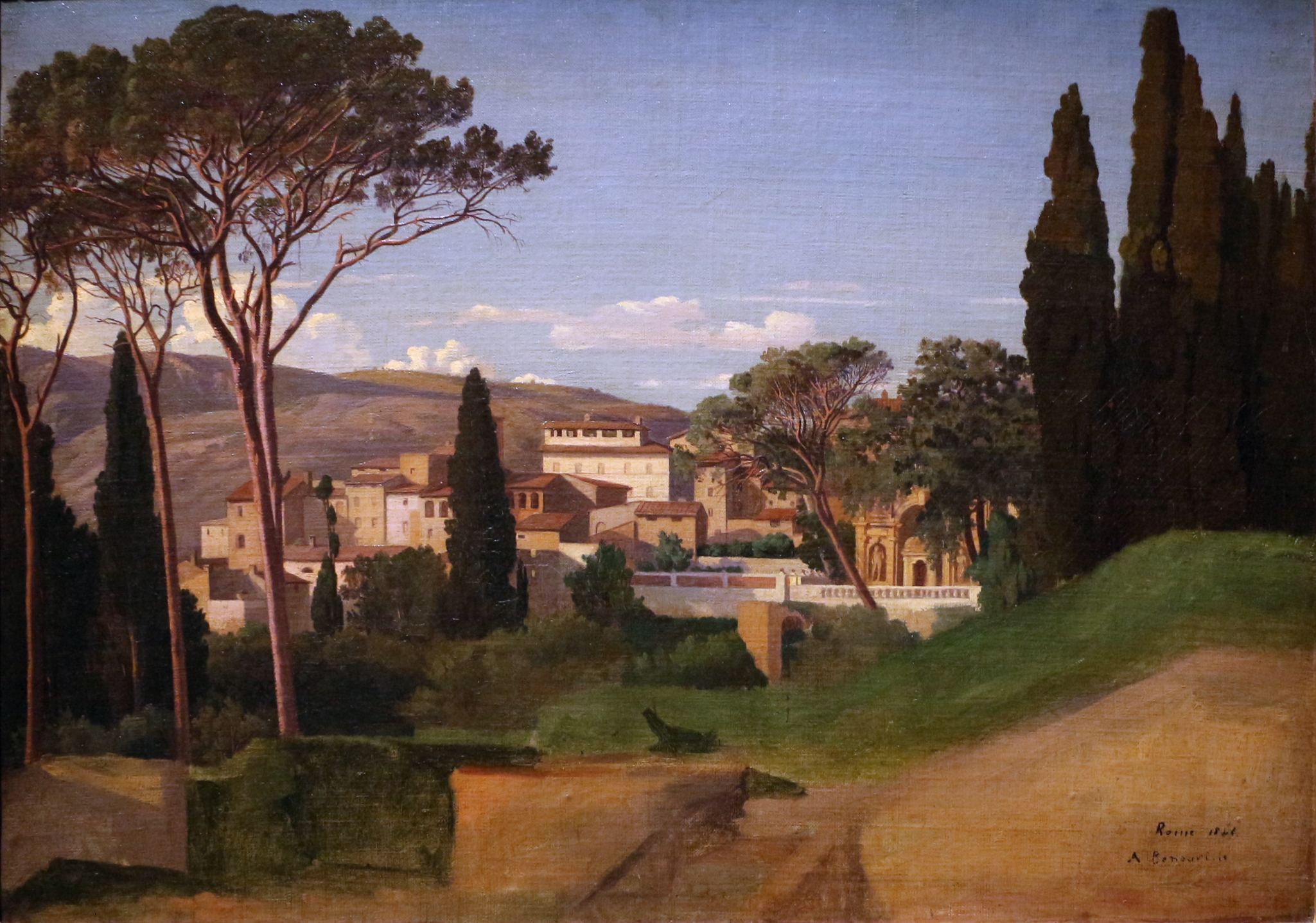
Visión moderna de una villa romana (Vue d'une villa romaine, Jean-Achille Benouville, 1844).

La villa romana (en latín villa, plural villæ -"casa de campo, granja"-, vocablo relacionado con vicus -"pueblo, grupo de casas"-, ambos derivados de la raíz indoeuropea weik sla -"clan"-) originalmente era una vivienda rural cuyas edificaciones formaban el centro de una propiedad agraria en la Roma Antigua. Se convirtieron en grandes residencias aristocráticas que combinaban funciones residenciales y productivas. Desde el punto de vista arquitectónico y artístico constituyen una de las modalidades más notables de edificación romana. Las villas romanas han adquirido una connotación simbólica en los estudios modernos, reflejo del simbolismo que las villas tenían en la mentalidad romana y con el que aparecen la literatura antigua.

## Historia
Sus orígenes se remontan a las villas griegas del siglo V a. C. y aparecen un siglo más tarde en la zona del Latium (la región cuyo centro es la ciudad de Roma, en el centro-oeste de la península italiana). Estas propiedades podían consistir en pequeñas haciendas dependientes del trabajo familiar o por el contrario en grandes propiedades, explotadas con trabajadores esclavos o mediante el colonato (muy distintas relaciones de producción que históricamente convivieron, con predominio del modo de producción esclavista en la Antigüedad clásica hasta el predominio del modo de producción feudal -servidumbre- tras la transición del esclavismo al feudalismo -de la crisis del siglo III a la época carolingia del siglo VIII-).
Con la crisis de la República romana, en los siglos II y I a. C., se produce un crecimiento económico y la paulatina desaparición de los pequeños agricultores paralela a un significativo aumento de los latifundios (propiedad de patricios o de plebeyos enriquecidos -homines novi-). Esto repercute positivamente en las villæ, cuya parte residencial pasa a ser cada vez más sofisticada y elegante constituyéndose en magníficas domus. Construidas frecuentemente en torno a un jardín, comenzaban a ser edificadas como casas de campo para los ricos, siendo cultivadas por arrendatarios y supervisadas por un villicus (administrador). La relación entre villas y ciudades romanas es plenamente característica de su civilización.
La mayoría de estas villas son abandonadas a finales del siglo II d. C. y las que perduran son transformadas de forma radical en la coyuntura secular de la crisis del siglo III. Sobre todo en Occidente, la relación entre villas y ciudades deviene totalmente distinta, ahora en un proceso de ruralización en que la aristocracia (honestiores) se desentiende del gobierno de las ciudades, que decaen con el aumento de la inseguridad y las cargas fiscales, y con la restricción del comercio. El propio concepto de ciudadanía romana deja de valorarse, precisamente tras haberse generalizado. Las villas se adaptaron a un reestructuramiento de la producción motivado por la concentración de tierras y la competencia con la producción africana. A partir del siglo IV muchas se transformaron en lugares de culto y algunas compaginaron ambas funciones, constituyéndose en un factor importante de la cristianización del mundo rural. En el valle del Guadalquivir perduran algunas villas hasta el siglo VII transformadas en iglesias cristianas. Las invasiones bárbaras, unidas a los cambios sociales, culturales y jurídicos (como los de las formas de propiedad) acabaron con las últimas villas al desaparecer tanto su forma arquitectónica como su forma característica de ocupación y explotación del espacio rural.
La compleja organización de las villæ suscitó la producción de la literatura agronómica latina (geopónicos): De agri cultura de Catón el Viejo, De re rustica de Marco Terencio Varrón o las obras de Columela (Res rustica, De arboribus) y Palladio (Historia Lausiaca). También hay descripciones de villas romanas en las obras de Plinio el Joven, de Vitruvio, Ausonio, Sidonio Apolinar, Gregorio de Tours, Gregorio de Nyssa, etc.

Desde Magón, cartaginés de origen, a quien podemos considerar como el verdadero padre de la agronomía, que escribió en el siglo VIII a. C. un tratado sobre la agricultura, la viticultura y la vinificación, hasta los tratados de agricultura romanos, tanto los de Catón o Varrón, como los posteriores de Columela o Palladio, se expresa una preocupación por explotar las tierras de las villas con el máximo provecho, detallando los peones y jornadas que resultan necesarios para llevar a cabo con la mayor eficacia cada una de las labores agrícolas. Catón en el primer tomo de su obra De agri cultura (o De Re Rustica) recomienda como la finca ideal, aquella que tenga cien yugadas de extensión (una yugada, iugerum, 2.500 m2) y esté dotada de toda clase de suelos. «Lo primero ha de ser la viña, si produce vino de buena calidad; lo segundo, un huerto irrigado; lo tercero, un saucedal; lo cuarto, un olivar; lo quinto, un prado; lo sexto, un campo de trigo; lo séptimo, un bosque; lo octavo, una arboleda; lo noveno, un encinar.» ... Plinio incide en la importancia de la proporción entre villæ y fundus, "que ni la finca (fundus) haga de menos a la casa (villæ), ni la casa a la finca" y también Palladio "debe levantarse el edificio según lo que valga el campo y la fortuna del amo. Columela nos dice también que la capacidad y el número de las partes de una villa deben ser proporcionadas al total de su recinto y que la villa ha de dividirse en tres partes: urbana, rústica y fructuaria. ... Para la ubicación de las villæ los agrónomos romanos aconsejaban situarlas sobre un pequeño promontorio, en la ladera de una colina, o en el aterrazamiento de un río, de forma que tuviesen abierto el horizonte... Otros elementos importantes a tener en cuenta para la elección del lugar, eran la cercanía de alguna fuente o curso de agua... y la proximidad de una vía de comunicación que facilitase la distribución de los productos y el transporte de las personas... Aunque también... advierten que la villa "se encuentre cerca de la vía, pero no demasiado, ya que las buenas comunicaciones favorecen la exportación de los productos, pero la excesiva proximidad a la calzada determina daños a las cosechas y continuas solicitudes de hospedaje por parte de los viajeros".... Finalmente aconsejaban que, si lo permitían los anteriores factores que eran determinantes, se construyese la villa en el centro de la explotación, buscando la equidistancia, porque de esa forma se accedería con mayor facilidad a cualquiera de los parajes de la misma.

Es significativa la recomendación que hace Catón sobre las funciones (officia) de la villica, centradas en el ámbito doméstico y en clara subordinación al villicus:

... que cumpla con sus deberes, que no sea excesivamente luxuriosa, que apenas tenga trato con uicinae, que no sea ambulatrix, que no guarde contacto con la res diuina ni mande a quien lo tenga sin la autorización del dominus o de la domina y que sea aseada (munda), de modo que tenga la uilla limpia y barrida, cuestión por la que debe velar a diario. ... con motivo de determinadas festividades depositará en el fuego del hogar (focus) una corona y suplicará al lar familiaris. Debe asimismo ocuparse de preparar la comida al uilicus y al resto de esclavos y que en la hacienda haya, además de suficientes gallinas y huevos, otra serie de productos algunos de los cuales debe disponer en conservas que fabricará anualmente, y todo ello lo hará de modo diligente (diligenter). Finaliza la descripción de sus deberes indicándose que debe ser ducha en hacer una buena harina y un trigo fino.
...  el uilicus tiene entre sus obligaciones velar porque a la llegada del dominus todo esté preparado, misión ésta de la que ha de ocuparse de manera concreta la uilica, que, una vez más, diligentemente (diligenter) debe mantener en orden, cuidadas y listas para su uso todas las cosas.

La extensión de la villa de Catón el Viejo (primera mitad del siglo II a. C.) era de 100 iugera, mientras que la de Horacio (segunda mitad del siglo I a. C.) estaba entre 100 y 200. Ya con dimensiones comprobadas arqueológicamente, las 20 villas de Pompeya (año 79 d. C.) estaban entre 50 y 80 iugera. Estimaciones referidas a toda Italia se sitúan entre 80 y las 500 iugera. El poeta Ausonio (siglo IV) en su célebre poema dedicado al río Mosela, recuerda nostálgicamente la pequeña heredad paterna de "doscientos arpendes de labor" y "cien arpendes de viña", cuando ya él era un gran latifundista en el actual vignoble bordelais, entre Langon (Gironda) y La Réole, con seis o siete dominios o villæ, que pasaban de las 250 hectáreas.

Por Claudiano (In Ruf., 16 ss.) y por Sinesio (De regn., 15) se sabe que algunas villæ tenían su propia guarnición. ... Palladio (HL., 61.5) escribe [acerca de las propiedades de Melania la Joven ]... : «vendidas sus fincas en Hispania, en Aquitania, en la región de Tarragona y en la Galia, se reservó sólo las de Sicilia, Campania y África y las utilizó para mantener los monasterios».... También tenían, ella o su esposo, otras fincas en Numidia que se vendieron igualmente (VM, 20). No se conocen las fincas de Melania en Hispania... Su extensión debía ser algo más pequeña que las del sur de la Galia, que se ha calculado en 1.200 iugera. Ausonio (III, 1, 21-24), en la segunda mitad del siglo IV, describe la Civitas Vasatica, finca de su propiedad en la Nouempopulonia próxima a Navarra. Esta finca tenía 1.050 iugera, de los que 200 se dedicaban a tierras de labor, 100 a viñas, 50 a prados y 700 a montes. En Navarra, Caro Baroja se inclina a pensar que la propiedad era algo menor, oscilando entre 500 y 1.000 hectáreas. Los grandes latifundistas no se encontraban en el norte de Hispania, sino en el centro. La misma toponimia indica una gran dispersión de fundi, lo que prueba que la propiedad estaba relativamente dividida. ...  El autor de la vida de Melania [VM] ha conservado datos muy interesantes sobre las rentas del matrimonio de Melania y de su esposo. Estas cifras son importantes para conocer los ingresos de los grandes terratenientes del Bajo Imperio, con posesiones en muchas diferentes provincias. Las cifras son de gran valor por proceder de un personaje del círculo de Melania, que convivió con ella y que se ha supuesto con buenos argumentos que era Geroncio, citado por Cirilo de Scitópolis, que figura como sucesor de Melania (V. Euth. 27; V. Sab. 30), y que dirigió durante cuarenta y cinco años los monasterios fundados por la santa (V. Euth. 45). Geroncio (VM, 15) afirma, como dato oído a Piniano (el texto latino se refiere a su esposa [Piniano es el esposo de Melania la Joven]), que «los ingresos anuales alcanzaban la suma de 12 miriadas de oro, más o menos, sin contar los bienes propios procedentes de su esposa. En cuanto a los bienes mobiliarios eran tan importantes que no se les podía calcular»... se supone que esta cifra está calculada en monedas de oro, o sea en sólidos áureos y no en libras de oro.

La villa rustica romana se dividía en dos sectores: la Pars Dominica (zona residencial, destinada al dominus y su familia) y la Pars Massaricia, que a su vez se dividía en Pars Rustica (zona destinada a los trabajadores de la hacienda) y Pars Fructuaria (zona destinada a la elaboración de los productos).

La necesidad de que el dueño habite en su hacienda campestre en períodos significativos para la supervisión de la misma, obliga a la creación de un edificio que cumpla con una función residencial. Lógicamente, la condición ciudadana de éstos requerirá espacios de habitación semejantes a los urbanos. Así, en las villas mediterráneas, encontramos que la pars dominica reproduce en gran medida el esquema de la casa de la ciudad, de la domus o vivienda particular de una sola planta, donde residían habitualmente los propietarios. ... Columela, cuando trata la distribución de las habitaciones de la villa, señala, en primer lugar, que la parte urbana ha de dividirse en habitacionesde invierno y de verano, y a continuación menciona estancias, como los dormitorios, comedores, baños y paseos, haciendo hincapié en la orientaciónde las mismas. Según Carandini, en las villas itálicas la pars dominica o urbana consta de un ingreso (uestibulum, fauces), un atrio y el tablinum, que comunica el atrio con el patio columnado (peristilo). Pero, en las villas mejor diferenciadas de las casas de la ciudad, según las indicaciones de Vitrubio, el peristilo precedía al atrio en la sucesión de ambientes. A continuación, nos encontramos con el resto de habitaciones, los dormitorios (cubicula) y los comedores (triclini). Los huéspedes se alojaban en la hospitalia, que podían tener independencia propia y difícilmente se encontraban en el sector más privado, más bien cerca de la parte servil. ... otras estancias principales como las salas columnadas, exedras, pinacotecas, bibliotecas e incluso museos; en distintas salas, las vistas se abrirán a jardines o al paisaje campestre a través de un porticus (o galería columnada) sobre uno o más lados, y las torres con palomares resaltarán sobre los tejados animando la arquitectura o dándole el aspecto de un castrum. También podían encontrarse en torno al cuerpo principal: acuarios, jardines zoológicos y paseos. El jardín señorial por excelencia es el gimnasio (gymnasium) o palaestra con decoración estatuaria destinados al ocio filosófico, e incluso, con el tiempo se ampliaron dotándose de estadios e hipódromos en miniatura. Este tipo de jardines podía disponer de xysti o avenidas, a menudo asociadas con el baño (balneum) donde se concluía el cuidado del cuerpo. ...
Los domicilios del procurator y el uilicus, personal vinculado a la gestión de la villa, en un primer momento, tal como se desprende de la obra columeliana, estuvieron vinculados a la parte rústica, junto a la puerta y cerca de donde se guardan los instrumentos y herramientas. Más tarde, según se observa en el aspecto arquitectónico de algunas villas, pueden aparecer ligados a la parte urbana y mostrando un cierto decoro. También aquí, podemos encontrar la estancia del portero (cella ostiaria), las estancias de los ayudantes del uilicus, la enfermería (ualetudinarium) y almacenes para instrumentos de trabajo.
... la pastio uillatico [Animales de pequeña talla como: ovejas, cabras y cerdos; los de talla grande: vacas, bueyes, asnos y caballos; y los de servicio: mulos, perros y pastores.] se guarda en establos y cuadras, mientras que la pastio agreste se reparte entre corrales (para gallinas, palomas, tórtolas, patos, pavos, etc.), bosques cercados (para las cabras salvajes, jabalís, ciervos, abejas, etc.) y piscinas (para la fauna lacustre y marina). Parte del personal encargado de su cuidado, podía alojarse cerca de estos establos, que, como muestra la documentación arqueológica, se encuentran, unas veces aislados y separados del cuerpo central, otras, anejos al granero. ... el pozo de agua, la cocina y el baño anexo, ambas con una estancia superior (apotheca, fumarium) para secar la leña y envejecer el vino... las letrinas y los basureros (purgamenta). ... tabernas, algunas casas de colonos, eventuales almacenes de instrumentos, cabañas de pastores, hornos, molinos y charcas.
La pars fructuaria, es donde tienen lugar las actividades de elaboración, conservación y almacenaje de los productos del campo. Catón menciona dependencias para la prensa, despensas para el aceite y bodegas para el vino, mientras que Columela, más explícito, divide la parte fructuaria en bodega de aceite, molino y lagar, bodega de vino, pajares, despensas y graneros... Las bodegas de aceite y vino, se encontraban preferentemente en locales bajos, mientras que los graneros se pueden localizar al nivel del suelo o en alto (tabulatum), para conservar el forraje (al nivel del suelo?), cereales, legumbres, frutas, carne salada y queso (estos tres últimos en el carnarium). Los graneros disponían, además, de un horno para tostar el cereal y un molino para hacer la harina (pistrinum); habitualmente, se hallaban apartados del cuerpo central para evitar el peligro de incendios y su propagación. Por último, nos encontramos con los cultivos que rodean la villa. Los más cercanos se sitúan, generalmente, dentro del recinto mural de la misma (jardines florales, huerto de hortalizas y frutas [hortus]), para ser fertilizados con sus residuos. Le seguían, más alejados y repartidos en distinta proporción por el territorio cultivable, el viñedo, el olivar, la arboleda, los campos frumentarios [ tierra de labor dedicada a cereales ] y los prados.

La villa suburbanae (urbana), residencia de la aristocracia romana, tiene su origen en el palacio helenístico. A partir del siglo I a. C. el peristilo es el espacio dominante, desplazando al atrio. Se han hallado en la Campania y el Latium. La mejor conservada es La villa de los misterios en Pompeya del siglo II a. C. Las villas suburbanae pueden ser de varias clases: con atrio; con atrio y peristilo, con peristilo, con pabellones y en forma de hemiciclo o de "U".
Las villas imperiales son edificaciones donde residía el emperador, por ello están bien protegidas y su grandiosidad y exquisita decoración dan muestras del poder imperial. Comienzan a construirse a partir del siglo I d. C. con la llegada del nuevo régimen.

## Villas en distintas zonas del Imperio

### Italia

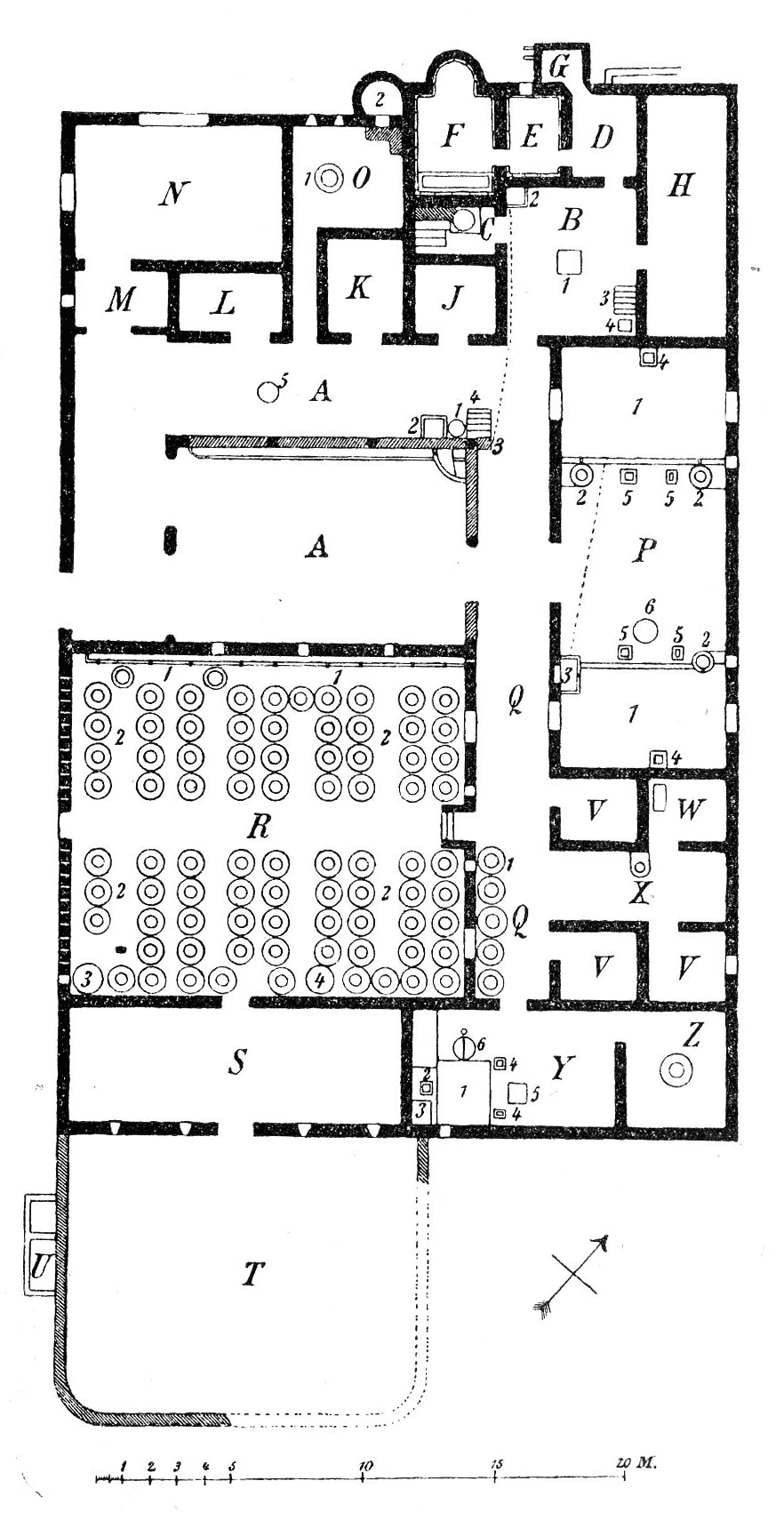
Planta de la villa de Boscoreale.

Las más espectaculares fueron las villas imperiales (la de Laurentum, la Villa imperial de Pompeya, la Villa Jovis de Tiberio en Capri, la Villa di Tiberio en Sperlonga, la Villa imperial de Nerón (Villa di Nerone o Villa Neroniana) en Antium (Anzio), la Villa Adriana en Tívoli, la Villa de Licinio Lúculo en Nápoles).
Ejemplo de villas rústicas de la Italia central son la Villa Settefinestre. la Villa de Boscoreale o la Villa del Tellaro.
Villas suburbanas son la Villa del Casale (Sicilia), la Villa de los Quintili (afueras de Roma -sus ruinas fueron llamadas Roma Vecchia-) y las numerosas villas en el entorno de Pompeya (Villa de los Misterios) y Herculano (Villa de los Papiros).
|  |  |  |

### Hispania
En el territorio de la Hispania romana, donde ya existía una tradición secular de casas fortificadas en entornos rurales, se construyeron numerosas villas, muchas de las cuales incluso han perpetuado topónimos derivados de villa. Fue constante la reutilización de sus materiales en las construcciones medievales; lo que también ha dejado huella en la toponimia. Posiblemente, los nombres de los dueños de algunas villae son los que han sido preservados en sus mosaicos: Cardilio y Avita (la de Torres Novas, Santarem), Dulcitius (la de El Ramalate, Navarra), Fortunatus (la de Fraga, Huesca), Vitalis (la de Tosa de Mar, Gerona) y Materno (la de Carranque, Toledo).
Algunas villas han conservado su nombre desde la Antigüedad. Así, el nombre de la finca de Ruchena (Sevilla) deriva de Rutiliana, pues su dueño fue Rutilius, documentado en una inscripción en el propio cortijo. Y la villa romana de Noheda, famosa por sus espectaculares mosaicos de época tardía, deriva su nombre de Novata, como era conocida desde el s. I por haber sido su dueño Manio Octavio Novato de Segóbriga, padre de un senador romano.
A veces se denominan impropiamente como villa las mansio (hospederías públicas) o incluso los campamentos romanos (castrum).
Se distinguen cuatro tipologías de villas romanas en Hispania: las villas "de plan diseminado" (algunas sin orden aparente y otras con las edificaciones alineadas en torno a un espacio abierto rectangular), las villas "urbano-rústicas" (algunas centralizadas en torno a un peristilo o patio porticado y otras sin él), las villas "residenciales" (que no se asocian o no se han podido asociar con dependencias rústicas), los "establecimientos rústicos" (que, de modo opuesto, no se asocian o no se han podido asociar con dependencias residenciales) y las villas "marítimas" (que en Hispania no presentan el xystus y el barrio marítimo característicos de las equivalentes en otras partes del Imperio -una excepción parcial es la de Centroña-). En cuanto a la parte residencial de las villae se distinguen dos tipologías: la "casa de planta alargada" y la "casa de peristilo".
Se ha considerado la presencia de villas romanas como un indicativo de la romanización de cada zona; aunque su conformidad con el modelo de ocupación del territorio privilegia a los espacios con una topografía llana frente a las zonas montañosas, que a pesar de no adecuarse a los modelos teóricos de la agronomía romana pudieron tener otras formas de explotación y control.

#### Portugal
En el actual territorio portugués se encuentran, entre otras, las villas romanas de Cerro da Vila (Algarve), Frielas (Frielas), San Cucufate (Vila de Frades), Pisões (Beja) Torres Novas, también llamada Villa Cardílio (Torres Novas) o Torre de Palma (Monforte).
|  |  |  |

España

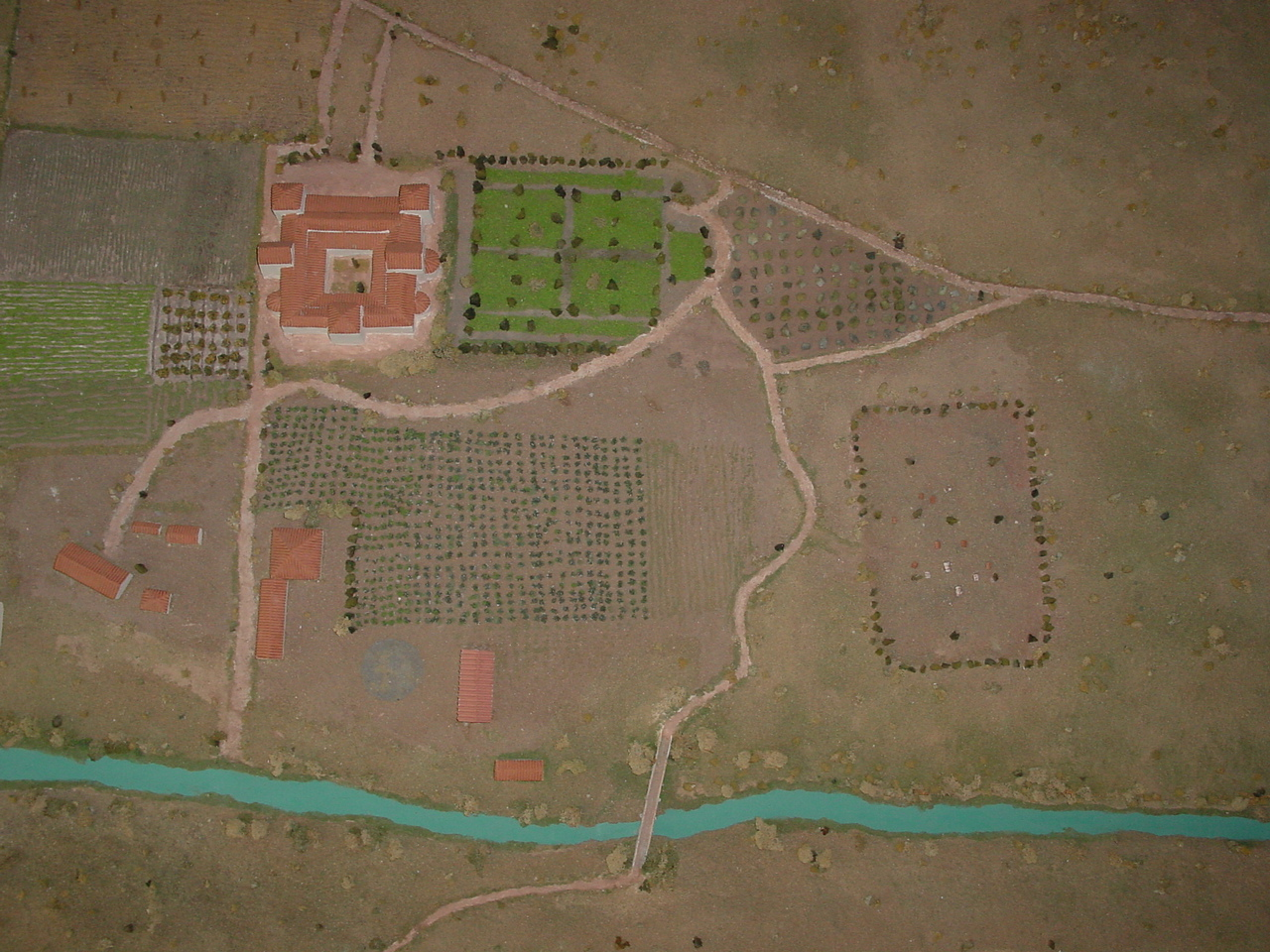
Maqueta del entorno de la villa romana de Almenara-Puras.

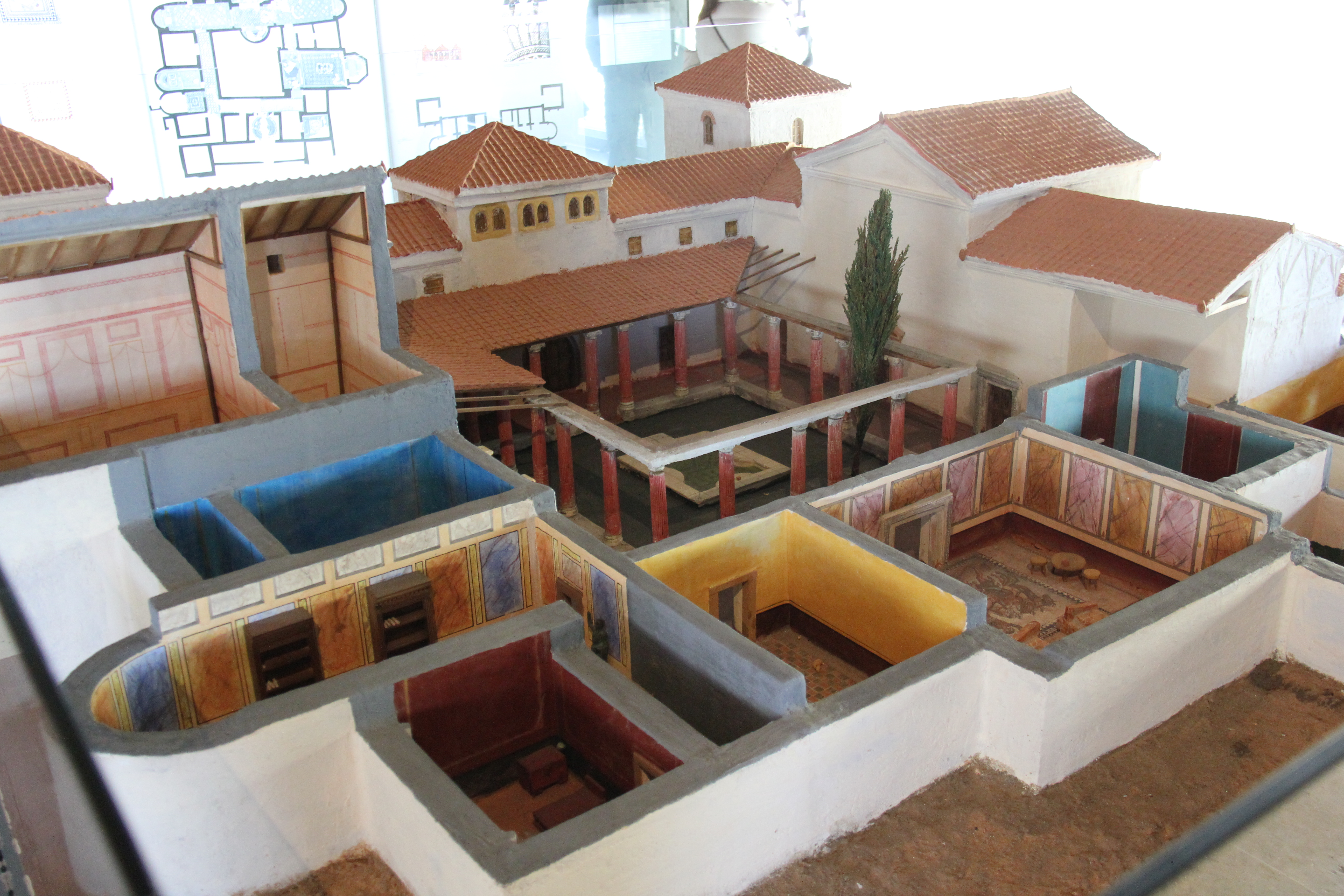
Maqueta de la villa romana de Almenara-Puras.

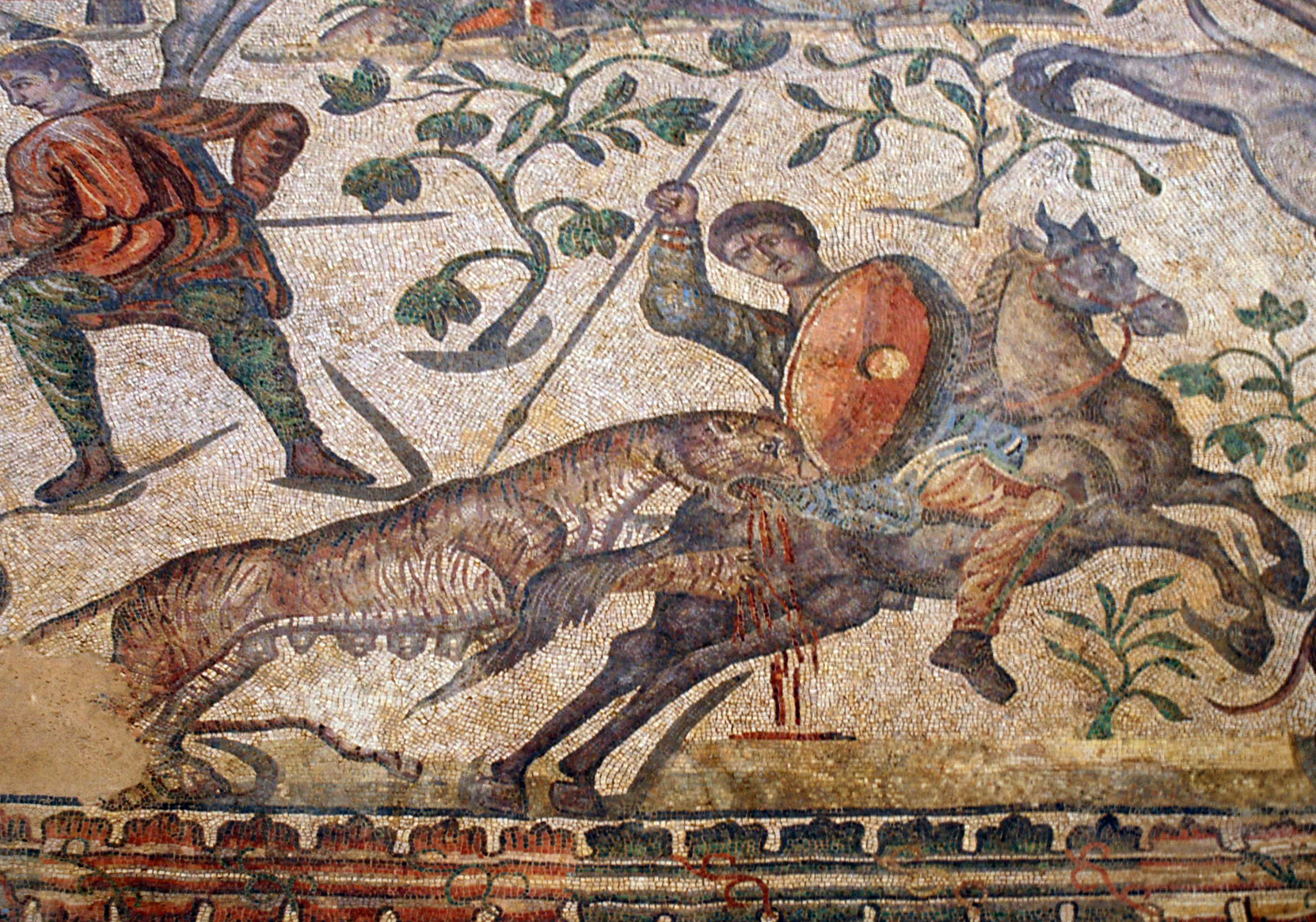
Mosaico de la villa romana de La Olmeda.

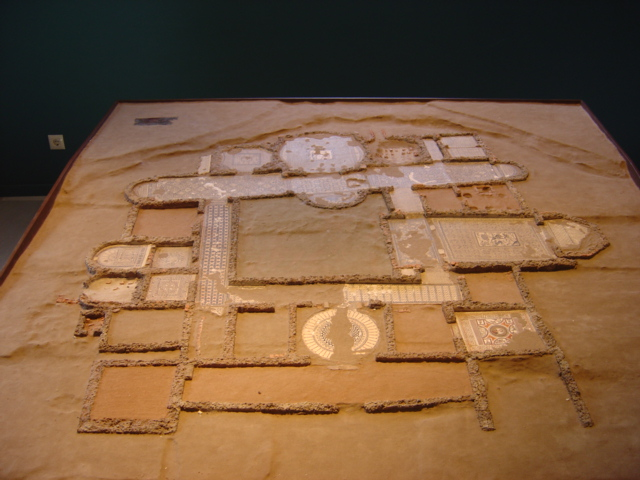
Maqueta de los restos de la villa romana de Carranque.

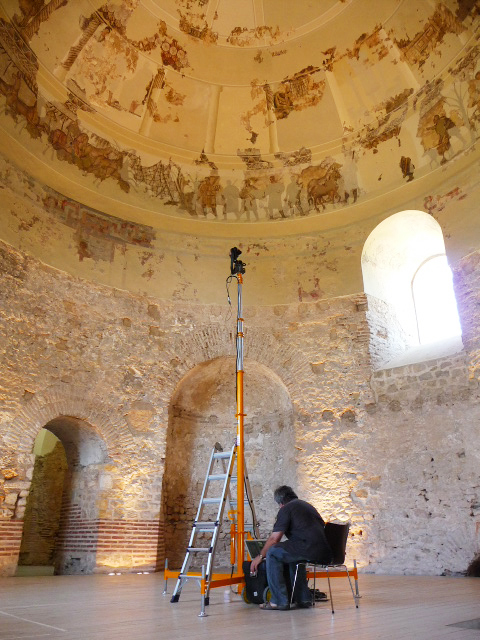
Cúpula de la villa romana de Centcelles.

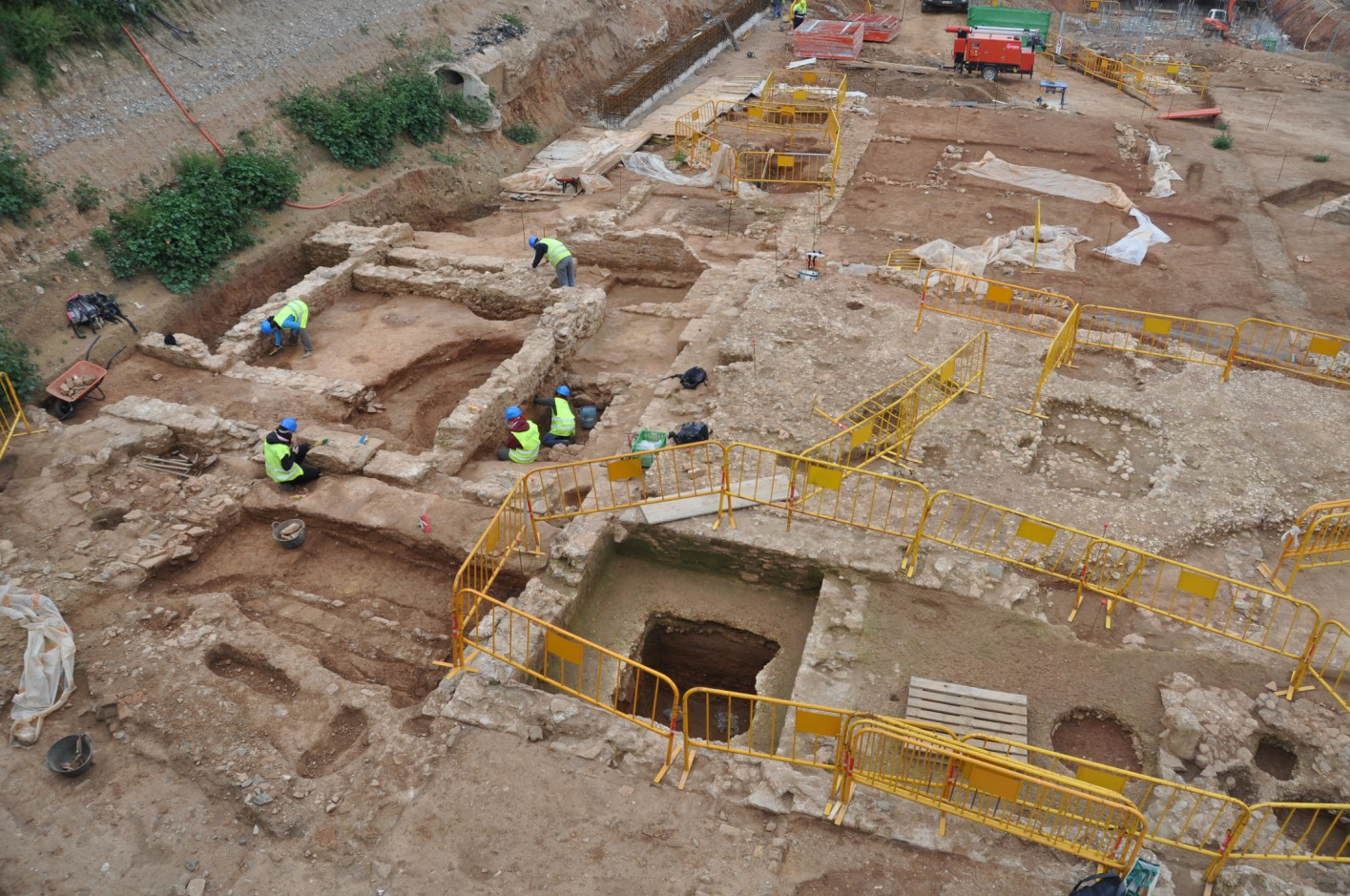
Excavación de la pars rustica de la villa romana de la Sagrera, con prensas y elementos agropecuarios.

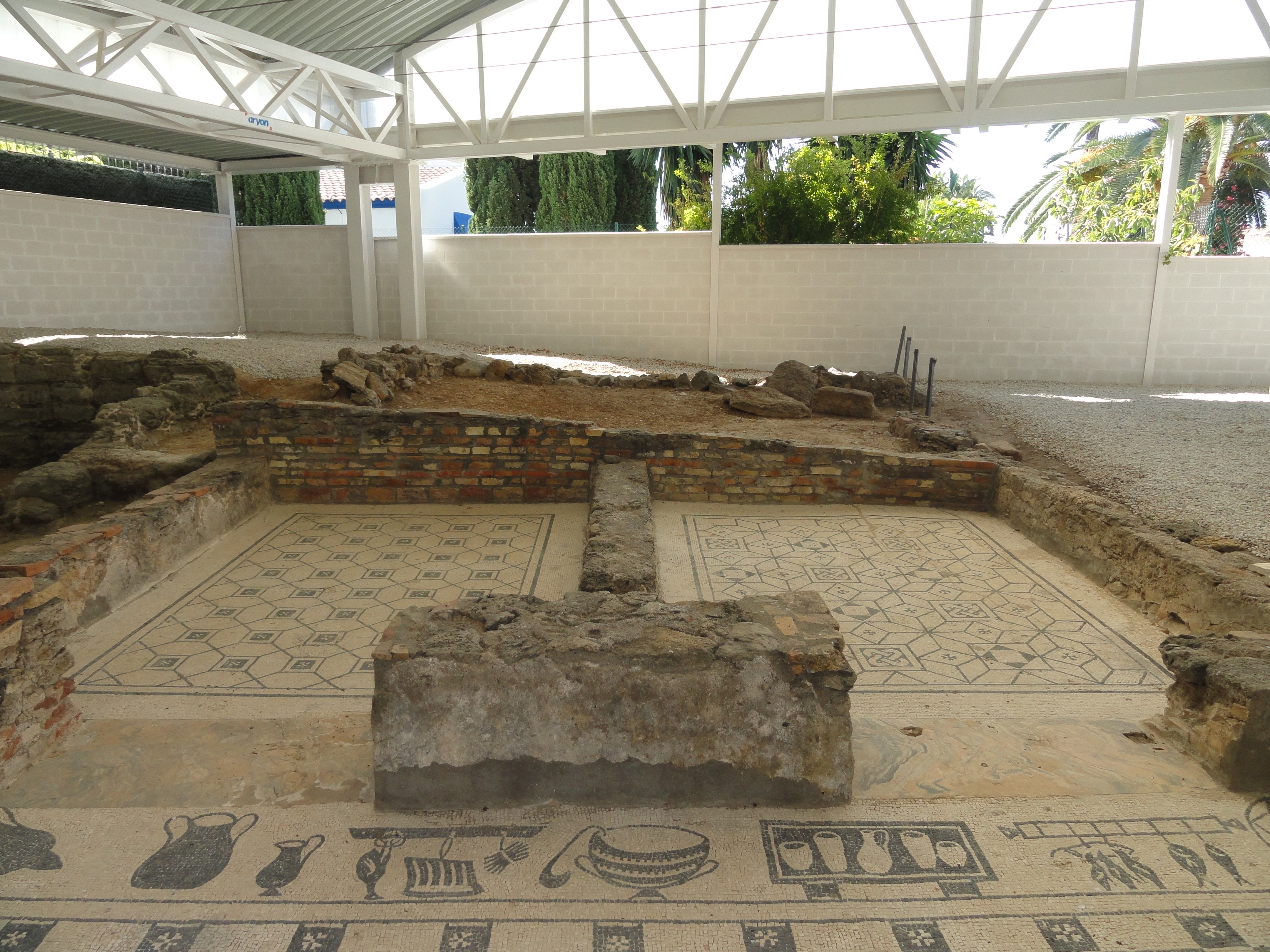
Villa romana de Río Verde.

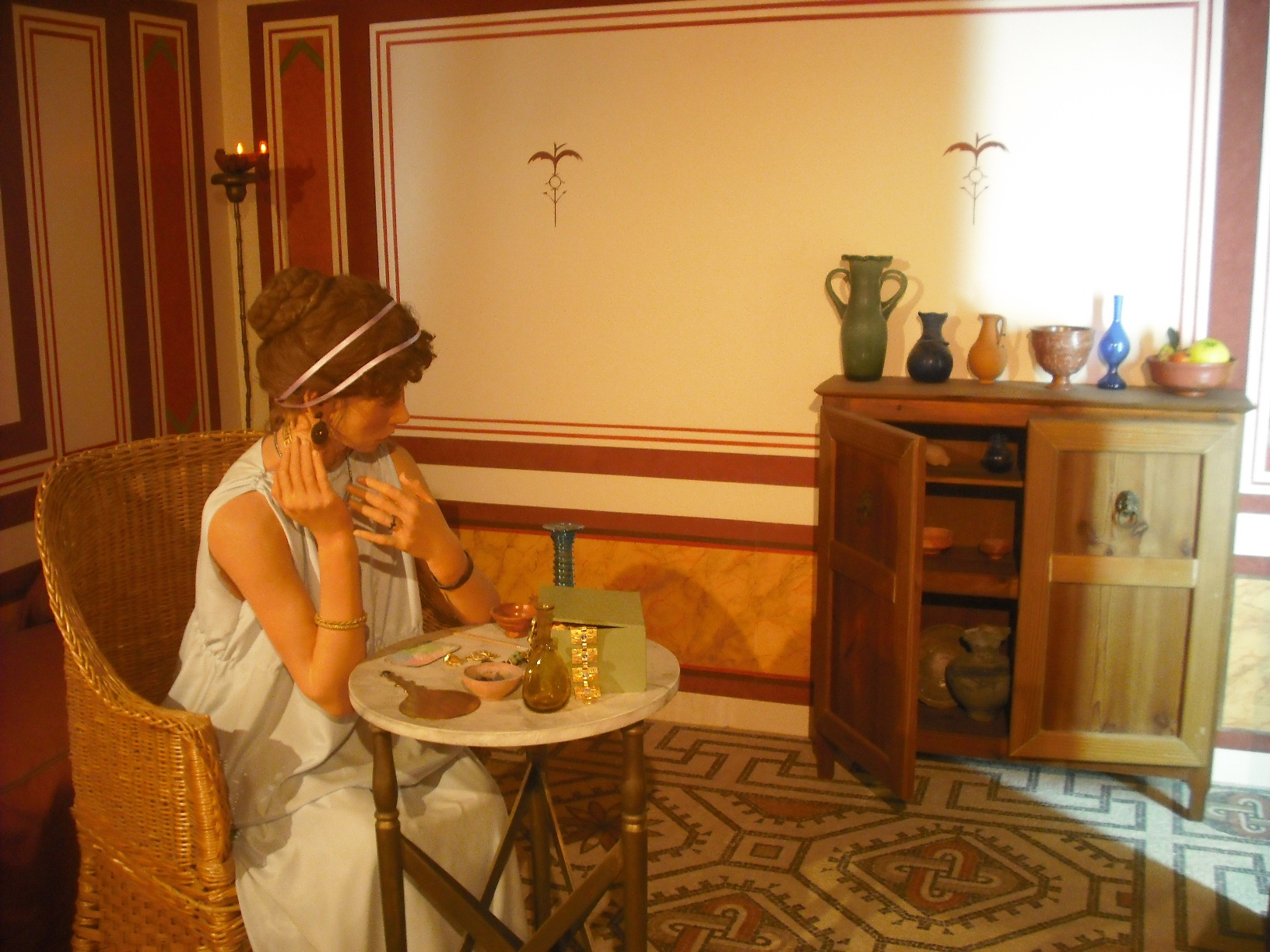
Recreación de una escena cotidiana en la villa romana de El Palmeral.

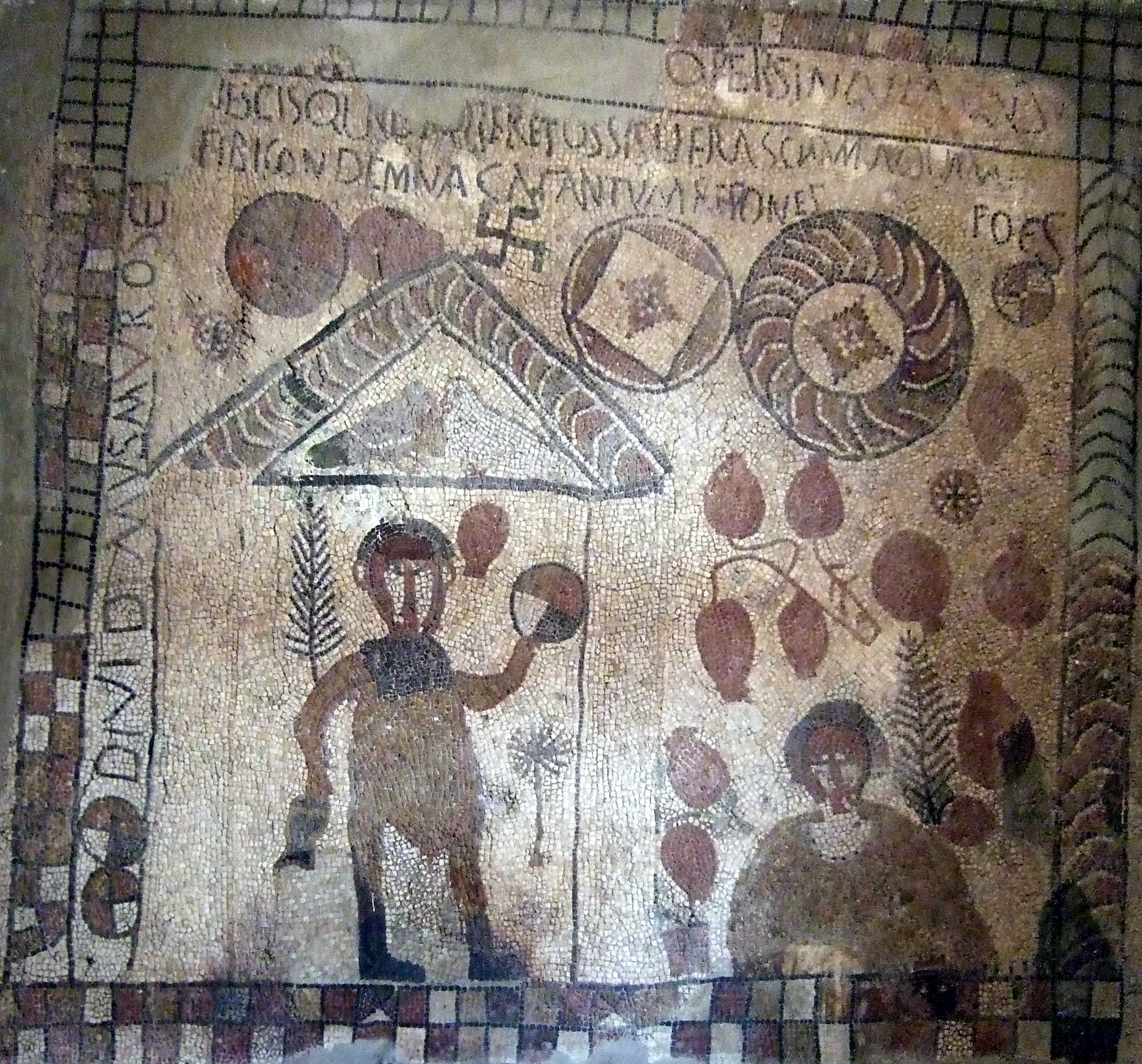
Pavimento de la villa romana de Estada.

En el actual territorio español se han hallado restos arqueológicos de más de 500 villae; entre ellas:
Se recogen ejemplos significativos de todas actuales comunidades autónomas (excepto las islas Canarias), ordenados de norte a sur y de oeste a este, y dentro de cada una de ellas de todas las actuales provincias (excepto Vizcaya y Guipúzcoa).
Galicia
- Villa romana de Cambre (La Coruña).
- Villa romana de Centroña en Puentedeume (La Coruña).[50]
- Villa romana de Toralla en Vigo (Pontevedra).[51]
- Villa romana de A Cigarrosa en A Rúa (Orense).[52]
- Villa romana de Doncide en Pol (Lugo).[53]

Asturias
- Villa romana de Veranes en Gijón (Asturias).
- Villa romana de Vega del Ciego o de Memorana en Lena (Asturias).[55]

Castilla y León
- Villa romana de Navatejera en Villaquilambre (León); fue la primera villa musealizada en España, pero no se ha mantenido con continuidad.[56]
- Villa tardorromana de Camarzana de Tera (Zamora).
- Villa romana de Villoria ("La Vega o Villa aúrea") en Villoria (Salamanca);[57]
- Villa romana de Saelices el Chico en Saelices el Chico (Salamanca)[58]
- Villa romana de San Julián de la Valmuza en Doñinos de Salamanca (Salamanca)[59]
- Villa romana de La Olmeda (Palencia), musealizada (VRO).[60]
- Villa romana La Tejada (Palencia).
- Villa romana de Villabermudo en Villabermudo (Palencia).[61]
- Villa romana de Almenara-Puras (Valladolid), musealizada (Museo de las Villas Romanas -MVR-, reconstrucción y parque temático).[62][46]
- Villa romana de El Vergel en San Pedro del Arroyo (Ávila).[63]
- Villa romana de Pared de los Moros en Niharra (Ávila).[64]
- Villa romana de Santa Lucía en Aguilafuente (Segovia), musealizada en el Aula Arqueológica de la iglesia de San Juan.[65]
- Villa romana de Paradinas en Paradinas (Segovia).[66]
- Villa romana de los Casares en Armuña (Segovia).[67]
- Villa romana de Baños de Valdearados (Burgos).
- Villa romana de Cardeñajimeno en Cardeñajimeno (Burgos).[68]
- Villa Romana de La Dehesa en Cuevas de Soria (Soria).
- Villa romana de Los Villares (Soria).[69]
- Villa romana de Quintanares de Rioseco en Rioseco de Soria (Soria).[46]

Comunidad de Madrid
- Villa romana de El Val en Alcalá de Henares.
- Villa romana de Villaverde en Madrid.[71]
- Villa romana de Carabanchel en Madrid; sobre ella se levantó la iglesia de la Magdalena, actual ermita de Santa María la Antigua, capilla del cementerio de Carabanchel.
- Villa romana "El Zarzalejo" en Arroyomolinos.[72]

Castilla-La Mancha
- Villa romana de Gárgoles de Arriba en Gárgoles de Arriba (Guadalajara).[73]
- Villa romana de la Hortezuela de Océn en Hortezuela de Océn (Guadalajara).[73]
- Villa romana de Carranque (Toledo).
- Villa romana de El Saucedo en Talavera la Nueva (Toledo).[74]
- Villa romana de Cabañas de la Sagra en Cabañas de la Sagra (Toledo).[75]
- Villa romana de La Ontavia en Terrinches (Ciudad Real).[76]
- Villa romana de Puente de la Olmilla en Albaladejo (Ciudad Real).[77]
- Villa romana de Noheda en Villar de Domingo García (Cuenca).
- Villa romana del Camino Viejo de las Sepulturas[46][78] o de Balazote (Albacete).[79]

Extremadura
- Villa romana de Los Términos o de Monroy (Cáceres).[80]
- Villa romana de Torreáguila en Barbaño (Badajoz).
- Villa romana de El Pomar en Jerez de los Caballeros (Badajoz).[81]
- Villa romana de La Majona en Don Benito (Badajoz).[82]
- Villa romana de La Atalaya en Santa Marta de los Barros(Badajoz).

Andalucía
La relativamente escasa distancia que separa entre sí las villæ de la Bética, muy frecuentes en el valle del Guadalquivir y en la costa, implica que no tuvieran una gran extensión. Su conexión con la red fluvial y los puertos marítimos los hacía ser tanto centros agrícolas como comerciales.
- Villa romana de La Almagra, en Huelva.[85]
- Villa romana del Cortijo de Miraflores, en Sevilla.[86]
- Villa romana del Cortijo de Fuentidueñas o "Las Mezquitillas", en Écija (Sevilla).[46]
- Villa romana de Segouia entre Écija (Sevilla) y Palma del Río (Córdoba).[87]
- Villa romana de El Ruedo en Almedinilla (Córdoba).[88]
- Villa romana de Fuente Álamo en Puente Genil (Córdoba).[89]
- Villa romana del Mitra en Cabra (Córdoba).
- Villa romana de Santiscal en Arcos de la Frontera (Cádiz).
- Villa romana Finca del Secretario en Fuengirola (Málaga).
- La villa del yacimiento de Caviclum en Torrox (Málaga).
- Villa romana de Río Verde en Marbella (Málaga).
- Villa romana de la Estación en Antequera (Málaga).[90]
- Villa romana de Bruñel en Quesada (Jaén).
- Villa romana de los Baños en Arroyo del Ojanco (Jaén).[84]
- Villa romana de Salar en Salar (Granada).[91]
- Villa romana de Los Mondragones en Granada.[92]
- Villa romana de El Villar, en Chirivel (Almería).[93]

Cantabria
- La villa del yacimiento arqueológico de Camesa-Rebolledo (Cantabria).

País Vasco
- La villa del yacimiento de Cabriana, entre Miranda de Ebro (Burgos) y Lantarón (Álava).

Navarra
- Villa romana de Liédena en Liédena (Navarra).[94]
- Villa romana de El Ramalate, en Tudela (Navarra).[33]
- Villa romana de Arellano o "de las Musas", en Arellano (Navarra), musealizada.[95]

Rioja
- Villa romana de Los Ladrillos en Tirgo (La Rioja).[96]
- Villa romana de Los Arcos en Tricio (La Rioja).[96]
- Villa romana de La Tejera en Ribafrecha (La Rioja).[96]

Aragón
- Villa romana de Estada en Estada (Huesca).[48]
- Villa romana de Fraga (Huesca) llamada "de Fortunatus".
- Villa romana de La Malena en Azuara (Zaragoza).[97]
- La villa del yacimiento del Camino de Albalate, en Calanda (Teruel).
- Villa de La Loma del Regadío en Urrea de Gaén (Teruel).[98]

Cataluña
- Villa romana de El Romeral, en Albesa (Lérida).[99]
- Villa romana dels Ametllers o "de Vitalis", en Tosa de Mar (Gerona).[34]
- Villa romana de Vilauba en Camós (Gerona).[100]
- Villa romana de Can Llauder en Mataró (Barcelona).
- Villa romana de San Amanç de Viladés en Rajadell (Barcelona).[101]
- Villa romana de la Sagrera en Barcelona.[47]
- Villa-mausoleo de Centcelles en Constantí (Tarragona).
- Villa dels Munts en Altafulla (Tarragona).
- Villa romana Els Tolegassos en Viladamat (Gerona)

Comunidad Valenciana
- Villa romana de Benicató en Nules (Castellón).[103]
- Villa romana de Vinamargo en Castellón.
- Villa romana de Énova, llamada "dels Alters" o "de Cornelius", en Énova (Valencia).[104]
- Villa romana del Pou de la Sargueta en Ribarroja del Turia (Valencia).[105]
- Villa romana de Rótova en Rótova (Valencia).[106]
- Villa romana del Parque de las Naciones en Alicante.[107]
- Villa romana de Torre de la Cruz en Villajoyosa (Alicante).[108]
- Villa romana del Albir en Alfaz del Pi (Alicante)[109]

Región de Murcia
- Villa romana de Los Villaricos en Mula (Murcia).[111]
- Villa romana del Paturro en Portmán (Murcia).
- Villa romana de El Villar de Coy en Lorca (Murcia).[112]
- Villa romana de Los Cipreses en Jumilla (Murcia).[113]
- Villa romana de Los Cantos en Bullas (Murcia).[114]

Baleares
- Villa romana de Sa Mesquida en Calviá (isla de Mallorca).[115]

|  |  |  |

### Galia

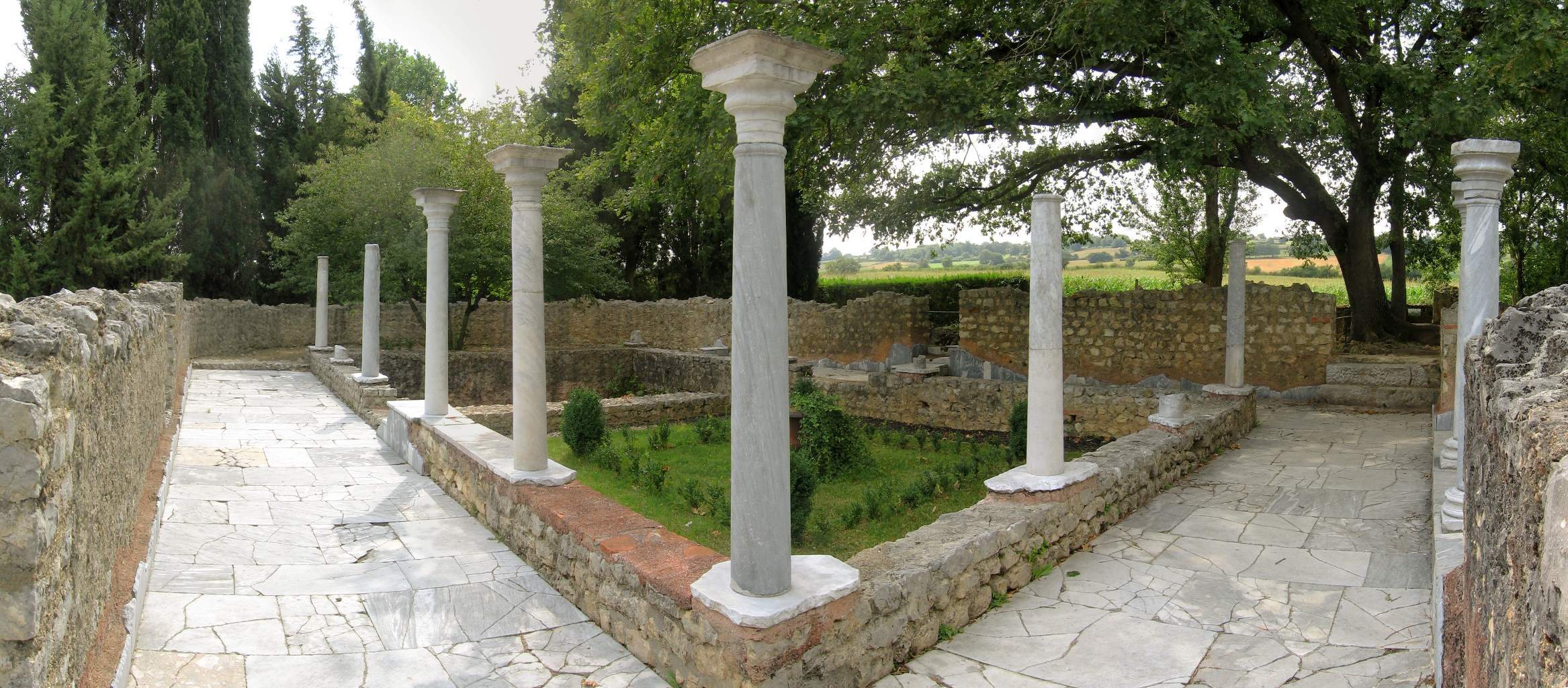
Villa romana de Montmaurin.

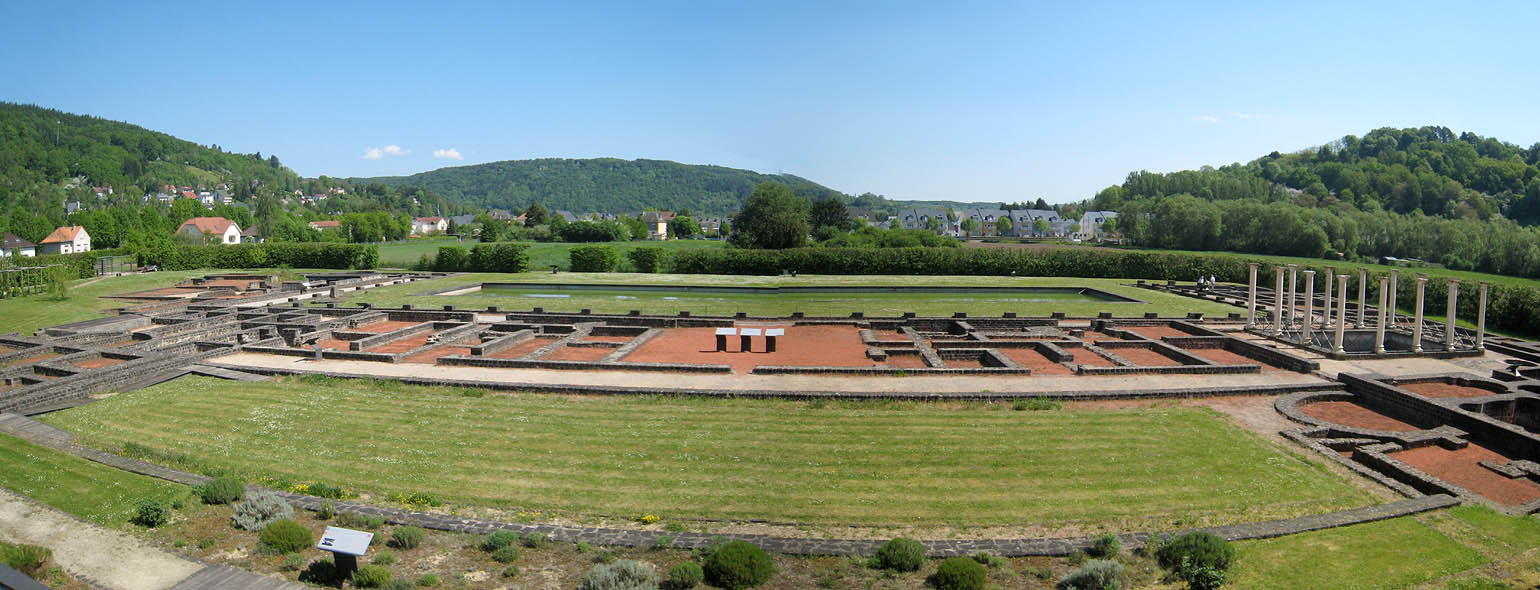
Villa romana de Echternach (actual Luxemburgo).

En el actual territorio de Francia se encuentran las villas galo-romanas de Lamarque (musealizada como Villascopia), Nontronneau, Montmaurin, Loupian o Séviac. Son también muy numerosas en la actual Bélgica.
Las villæ gallo-romanas del interior de la Galia (más allá de la provincia Narbonense) no son imitaciones estrictas del modelo prevalente en Italia. Presentan una organización espacial heredada de las granjas galas anteriores a la conquista, caracterizada por la dispersión de los edificios alrededor de un patio (cour) central muy amplio, que contrasta con el plano ramassé de las granjas italianas. Las diferencias de plano observadas en el interior de Galia sugieren el desarrollo de escuelas regionales.
En el reino franco el término villa perdura en la toponimia (cartulario de San Ciprián -cartulaire de Saint-Cyprien-) hasta el fin de la época carolingia.
Las villæ o curtis merovingias y carolingias recuerdan el modelo de las villæ galo-romanas de tipo latifundista. Sirvieron de matriz a los primeros señoríos (seigneuries) o feudos (fiefs) locales, viviendo en autarquía agrícola y artesanal.

### Britania

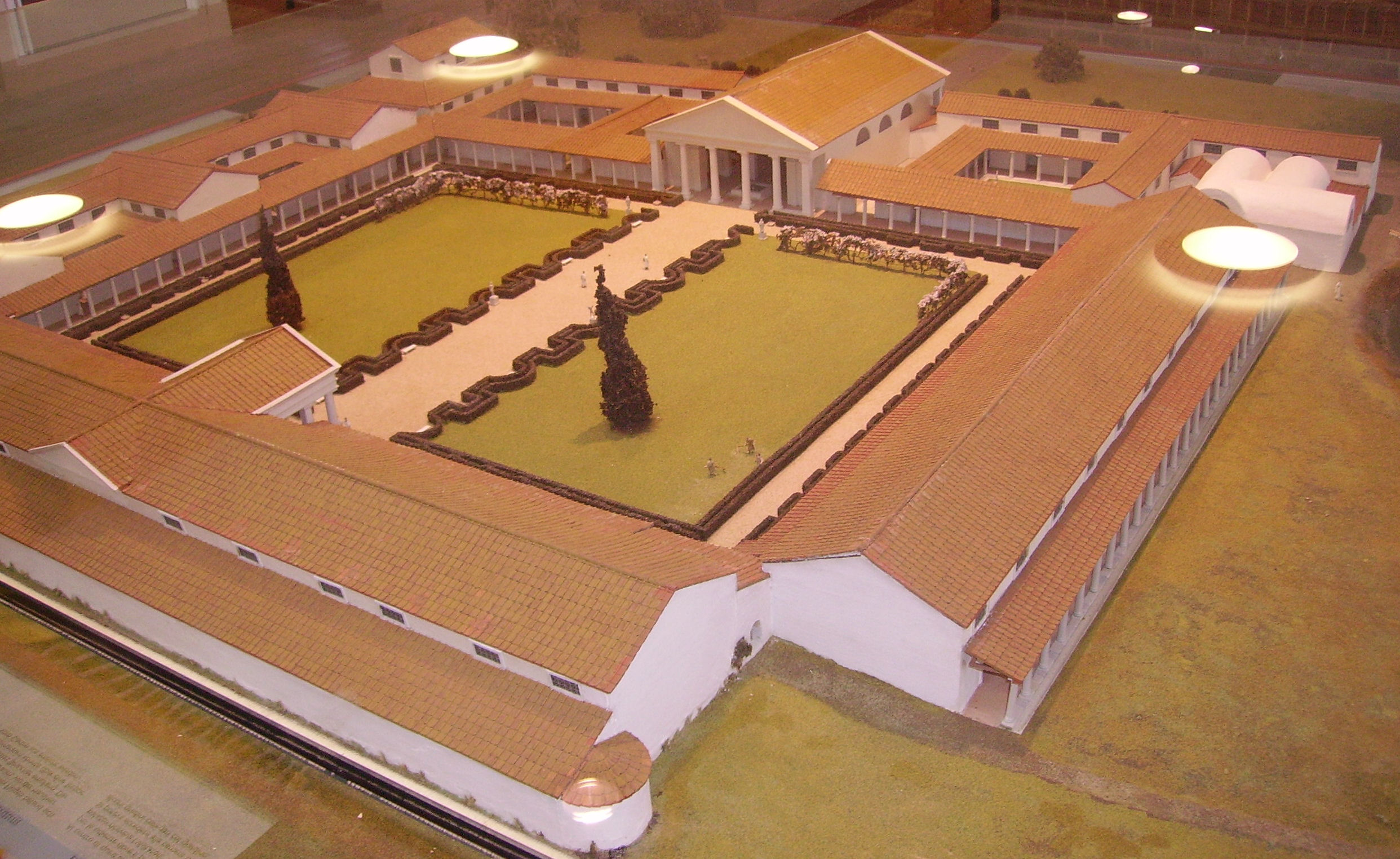
Maqueta de la villa o "palacio" de Fishbourne.

De las villas romanas de Britania se han hallado, entre otras:
- Villa romana de Bignor[124]
- Villa romana de Borough Hill[125]
- Villa romana de Brading[126]
- Villa romana de Chedworth[127]
- Villa romana de Crofton[128]
- Palacio romano de Fishbourne
- Villa romana de Gadebridge Park[129]
- Villa romana de Littlecote[130]
- Villa romana de Llantwit Major[131]
- Villa romana de Low Ham[132]
- Villa romana de Lullingstone
- Villa romana de Newport[133]
- Villa romana de Piddington[134]
- Villa romana de Woodchester[135]

### Germania y otras provincias de Europa Central

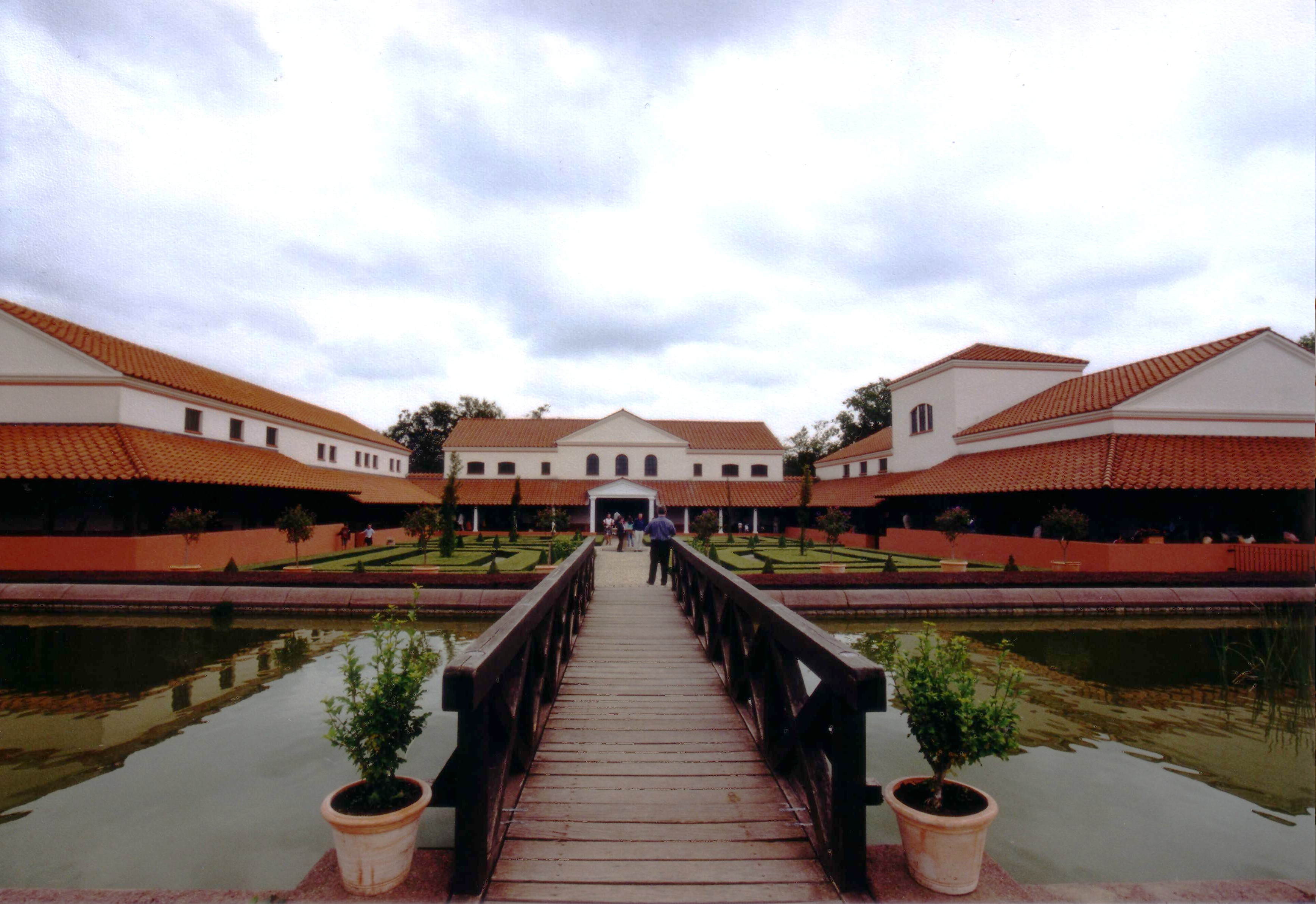
Villa romana de Borg.

En la actual Alemania hay numerosas villas romanas, como la villa romana de Büßlingen (Baden) o la villa romana de Haselburg (Hesse). La villa romana de Borg está musealizada.
En la actual Austria el yacimiento de Carnuntum se ha musealizado la llamada "Villa urbana".
En la actual Suiza se encuentra la villa romana de Seeb.
En la actual Hungría se encuentra la villa romana de Kővágószőlős.

### África
La villa romana de Bulla Regia (en el actual Túnez) y las alrededor de cincuenta descubiertas en el entorno de Volubilis (actual Marruecos).

### Oriente
La helenización de la mitad oriental del imperio hace que la caracterización arqueológica de los yacimientos difiera de los modelos "romanos"-"latinos" de la mitad occidental. Aun así hay algún uso del término "villa" y estudios comparativos al respecto entre provincias de Oriente y Occidente.

#### Balcanes

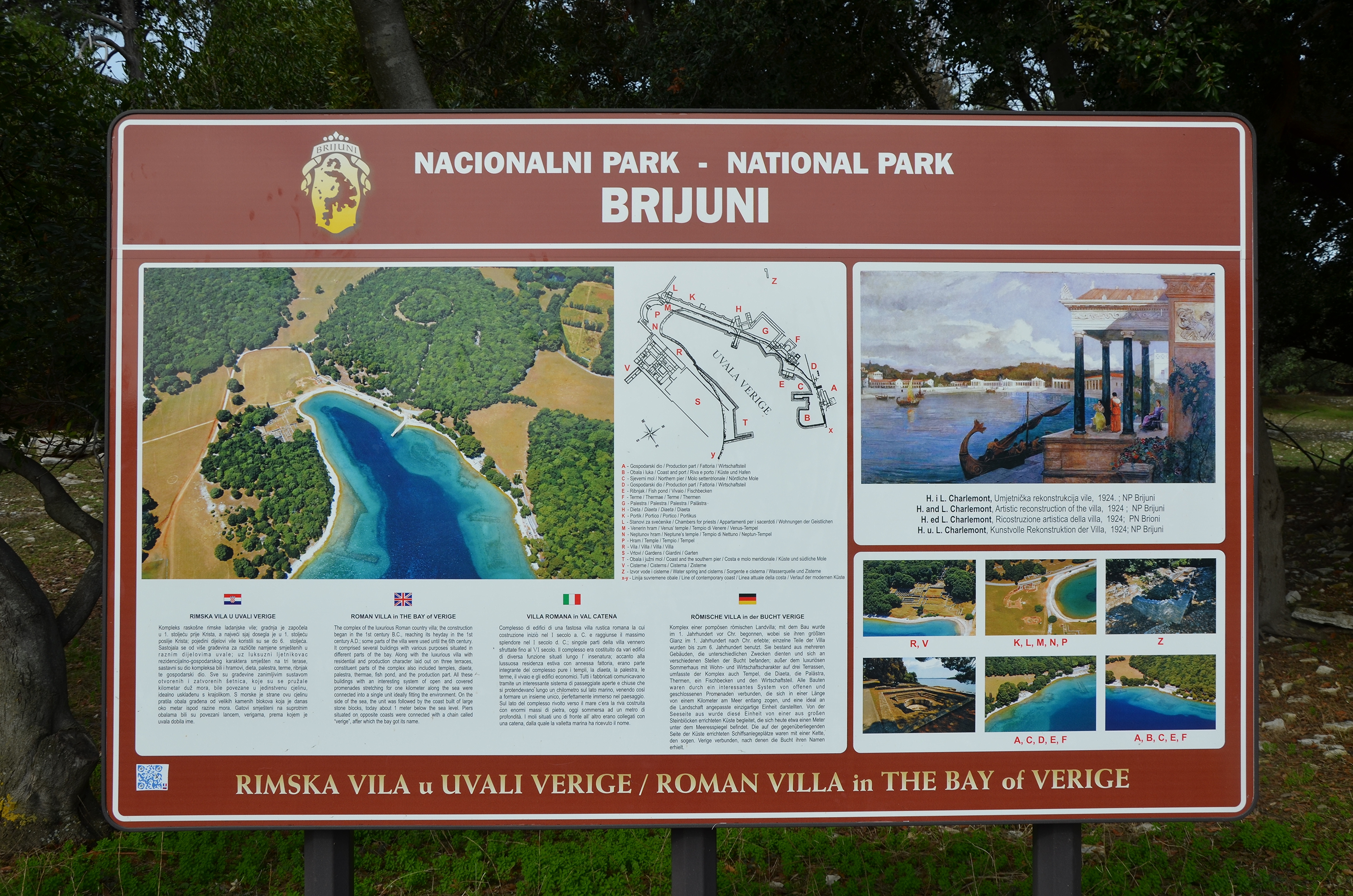
Villa Romana de la Bahía de Verige en Brijuni -Brioni-.

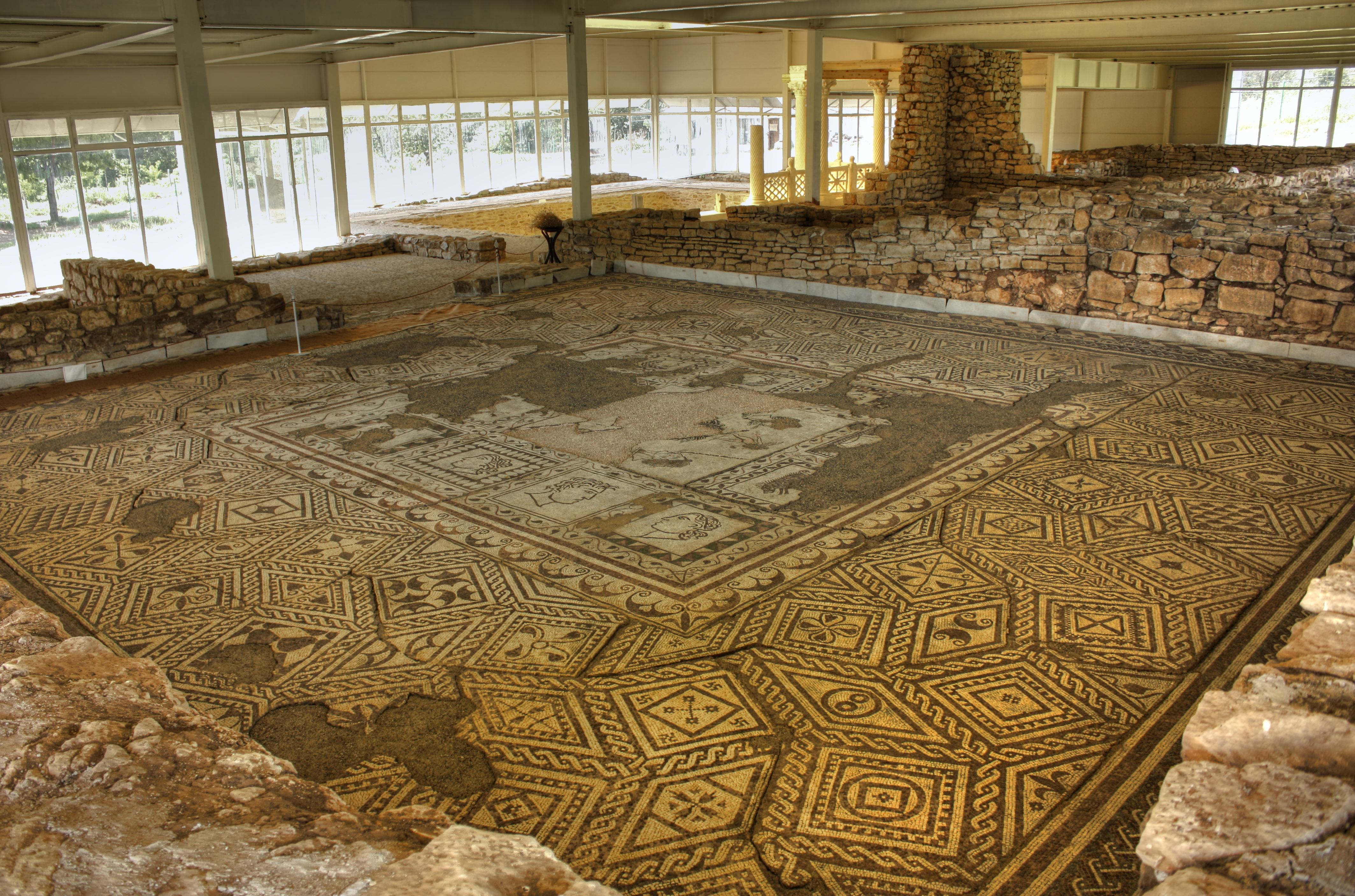
Villa romana de Armira.

La proximidad geográfica a Italia hace comunes las villae en los Balcanes; en el territorio de la actual Croacia (las de las Islas Brioni -Istria- y las de Medolino -actual Medulin-) o de la actual Bulgaria (villa romana de Armira).
En cuanto a villas imperiales, en Oriente hay dos magnos ejemplos, ambos en los Balcanes: la villa imperial de Diocleciano en Spalatum (Split, actual Croacia) y la villa imperial de Constantino en Mediana (Niš, actual Serbia).
|  |  |

#### Asia Menor
En la actual Turquía se citan como "villas romanas" las de Gökkale y Üçayaklı, ambas en la provincia de Mersin.